# Camptopoeum iranellum
Camptopoeum iranellum là một loài Hymenoptera trong họ Andrenidae. Loài này được Warncke mô tả khoa học năm 1985.